# أنا أورتيز
آنا أورتيز (بالإنجليزية: Ana Ortiz)‏ مواليد 25 يناير 1971 في مانهاتن، هي ممثلة أمريكية بدأت مسيرتها الفنية عام 1995.

## الأعمال
- 2001: الجميع يحب رايموند
- 2002: إي آر
- 2006: بوسطن ليغال
- 2006–10: بيتي القبيحة
- 2009: آلام المخاض
- 2013–الآن: الخادمات المخادعات (الدور: ماريسول سواريز)
- 2018: رالف يدمر الإنترنت

## وصلات خارجية
- أنا أورتيز على موقع IMDb (الإنجليزية)
- أنا أورتيز على موقع ألو سيني (الفرنسية)
- أنا أورتيز على موقع ميوزك برينز (الإنجليزية)
- أنا أورتيز على موقع أول موفي (الإنجليزية)
- أنا أورتيز على موقع قاعدة بيانات الأفلام السويدية (السويدية)
- أنا أورتيز على موقع إن إن دي بي (الإنجليزية)
- أنا أورتيز على موقع قاعدة بيانات الفيلم (الإنجليزية)
- أنا أورتيز على موقع كينوبويسك (الروسية)